# 코코리츨리 유행

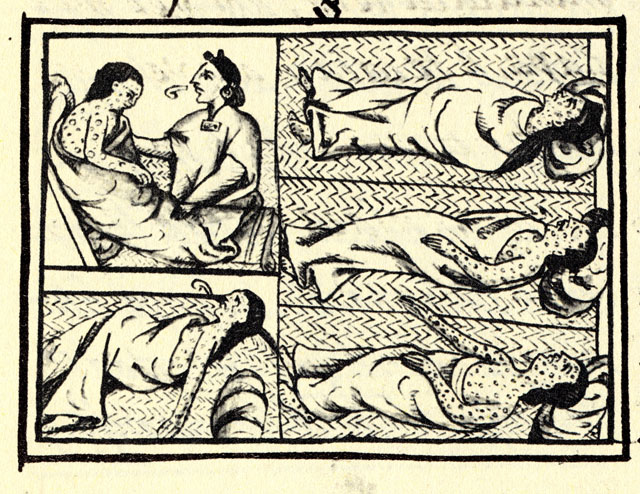
피렌체 문서(1540–1585)에 그려진 원주민 환자들의 모습

코코리츨리 유행(cocoliztli epidemic) 또는 대역병(the great pestilence)은 누에바에스파냐의 현 멕시코 지역에서 16세기에 발생하여 수백만의 사망자를 낸 전염병인 코코리츨리(cocoliztli)의 유행을 가리키는 말이다. 아즈텍의 원주민들이 코코리츨리(cocoliztli)라 불렀으며, 특히 원주민에게 파괴적인 영향을 미쳐 해당 지역의 인구 분포 자체가 바뀌게 되는 등 멕시코 고지가 황폐화되었다. 사망자 수를 기준으로 볼 때 멕시코 역사상 최악의 전염병으로 언급된다. 고열과 출혈을 보이는 등 바이러스성 출혈열과 유사한 증상을 보인다.
스페인인 의사들과 원주민 의사들은 이 전염병의 원인을 알아내지 못했고, 근대까지만 해도 병원균에 대한 합의가 거의 이루어지지 않았다. 그러나 최근 유전학 연구를 통해 Paratyphi C로 알려진 살모넬라 엔테리카가 1545년의 유행을 비롯하여 적어도 초기엔 부분적으로 기여했다는 사실이 알려졌다.

## 어원
코코리츨리는 나후아틀어로 해충, 질병, 역병 등을 의미한다.

## 역사

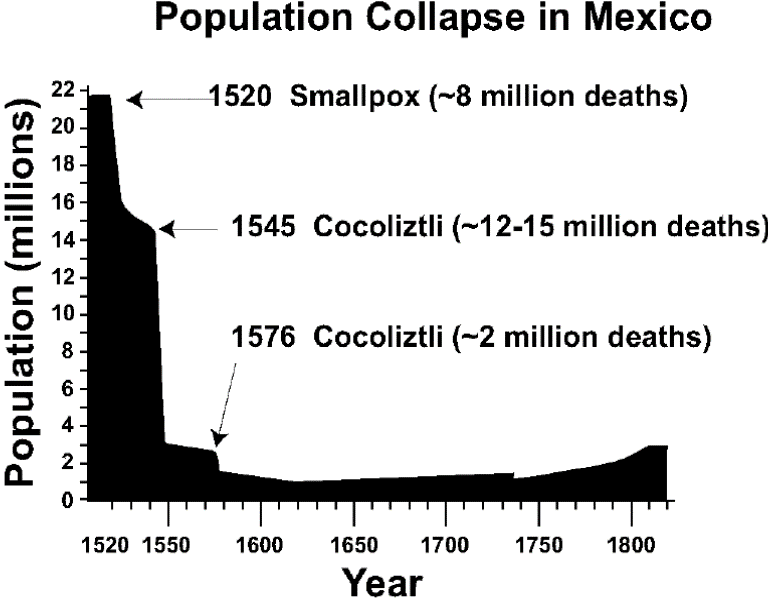
16세기 멕시코의 인구 변화. 부분적으로나마 코코리츨리가 기여한 것으로 여겨진다.

코코리츨리가 원인으로 확인된 전염병 유행은 총 12건인데, 1520년, 1545년, 1576년, 1736년, 1813년에 발생한 유행이 특기할만 하다. 고전 마야 문명(서기 750~950년)의 조기 붕괴에 기여한 것으로 여겨지나, 대부분의 전문가들은 기후변화를 포함한 다른 요소들들이 문명 붕괴에 더 큰 영향을 준 것으로 본다.
보통 큰 가뭄이 발생한 후 2년 이내에 발생하는데, 우기가 된 후 2년 내에 '마틀라자후아틀(matlazahuatl)'이라는 질병도 나타나곤 했다. 1576년에는 베네수엘라에서 캐나다까지 영향을 끼친 가뭄 이 끝난 후에 발생했다. 가뭄 이후 비가 내리는 동안 바이러스성 출혈열의 매개체인 저녁쥐의 개체수가 증가하면서 질병이 급증한 것으로 여겨진다.

코콜리츠리가 실제로 유럽 식민주의자들보다 토착민들에게 더 많이 발생했는지에 대해서는 모호한 점이 있다. 발병에 관한 대부분의 증언은 아즈텍 원주민으로부터 나온 것인데, 이들은 이러한 증상을 보이는 질병을 처음 접하기 때문에 특별한 경각심을 품었기 때문이다. 엔코미엔다 거래상인 곤살로 데 오르티즈(Gonzalo de Ortiz)의 다음 진술에서 볼 수 있는 것처럼, 스페인의 식민주의자들은 기독교를 정당화하고 강제하기 위해 이러한 두려움을 사용한 것으로 보인다.
envió Dios tal enfermedad sobre ellos que de quarto partes de indios que avia se llevó las tres

하나님께서 인도인들에게 이 병을 내려보내시니 4명 중 3명이 죽었도다
오르티즈가 과장을 한건지, 아니면 스페인 식민주의자들이 진정으로 이 "신의 행위"의 영향을 덜 받은 것인지는 알 수 없다.
초기 스페인 선교사였던 토리비오 데 베나벤테 모톨리니아(Toribio de Benavente Motolinia)의 진술은 인종에 관계없이 누에바에스파냐 전체 인구의 60~90%가 감소했음을 암시하는데, 이는 오르티즈의 증언과 모순된다. 또 다른 스페인 성직자이자 피렌체 문서(Florentine Codex)의 저자인 베르나르디노 데 사하겐(Bernardino de Sahagún)은 유행이 끝나갈 때 쯤에 코코리츨리에 감염되었다. 1576년 코코리츨리의 두 번째 유행기간 동안 사하겐은 아프리카에서 데려온 흑인 노예와 스페인인 식민지 개척자 모두 코코리츨리에 취약하다는 기록을 남겼다.

## 증상
기록에 나타난 증상은 홍역, 황열, 발진티푸스 등 구세계 질병과 상당히 유사하나, 많은 학자들은 이를 별개의 질병으로 구분한다.

## 원인
장티푸스를 일으키는 살모넬라 엔테리카 혈청형 파라티푸스 C(Salmonella enterica subsp. enterica serovar Paratyphi C)가 감염자 10 명에게서 발견되었다.

## 같이 보기
- 콜럼버스의 교환

## 참고 문헌
- Skaarup, Bjørn Okholm (2015). 《Anatomy and Anatomists in Early Modern Spain》 1판. Routledge. 205쪽. ISBN 978-1472448262.
- Gibson, Charles (1964). 《The Aztecs Under Spanish Rule: A history of the Indians of the Valley of Mexico 1519–1810》. Standford: Stanford University Press.